# Антон Балтаков
Антон Балтаков (болг. Антон Балтаков; нар. 16 січня 1896, Тристеник — пом. ?) — болгарський військовий діяч в епоху царя Бориса ІІІ, очільник військової розвідки. Генерал-майор.
Жертва російського окупаційного терору.

## Біографія
Народився 16 січня 1896 в Тристенику.
Брав участь у Першій світовій війні. Був військовим аташе Болгарії у Греції.
1928 у чині капітана короткий час очолював Військову розвідку ЗСУ Болгарії.
У період з 30 березня 1943 — 13 вересня 1944 був командиром 22-ї піхотної дивізії.
4 вересня 1944 захоплений німцями в місті Ніш і відправлений в табір для військовополонених Офлаг.
Був заочно засуджений до смертної кари Верховним «народним» судом Болгарії.
2012 — опублікована книга про Антона Балтакова під назвою «Генерал у вигнанні».